# Johannes Kepler Universität Linz
Johannes Kepler Universität Linz är ett universitet i Österrike.   Det ligger i staden Linz i förbundslandet Oberösterreich, i den nordöstra delen av landet, 150 km väster om huvudstaden Wien. Universitetet har cirka 100 kurser från dessa fakulteter: medicin, samhällsvetenskap, juridik, naturvetenskap, teknik och informationsteknologi. 